# Calvin Tsiebo

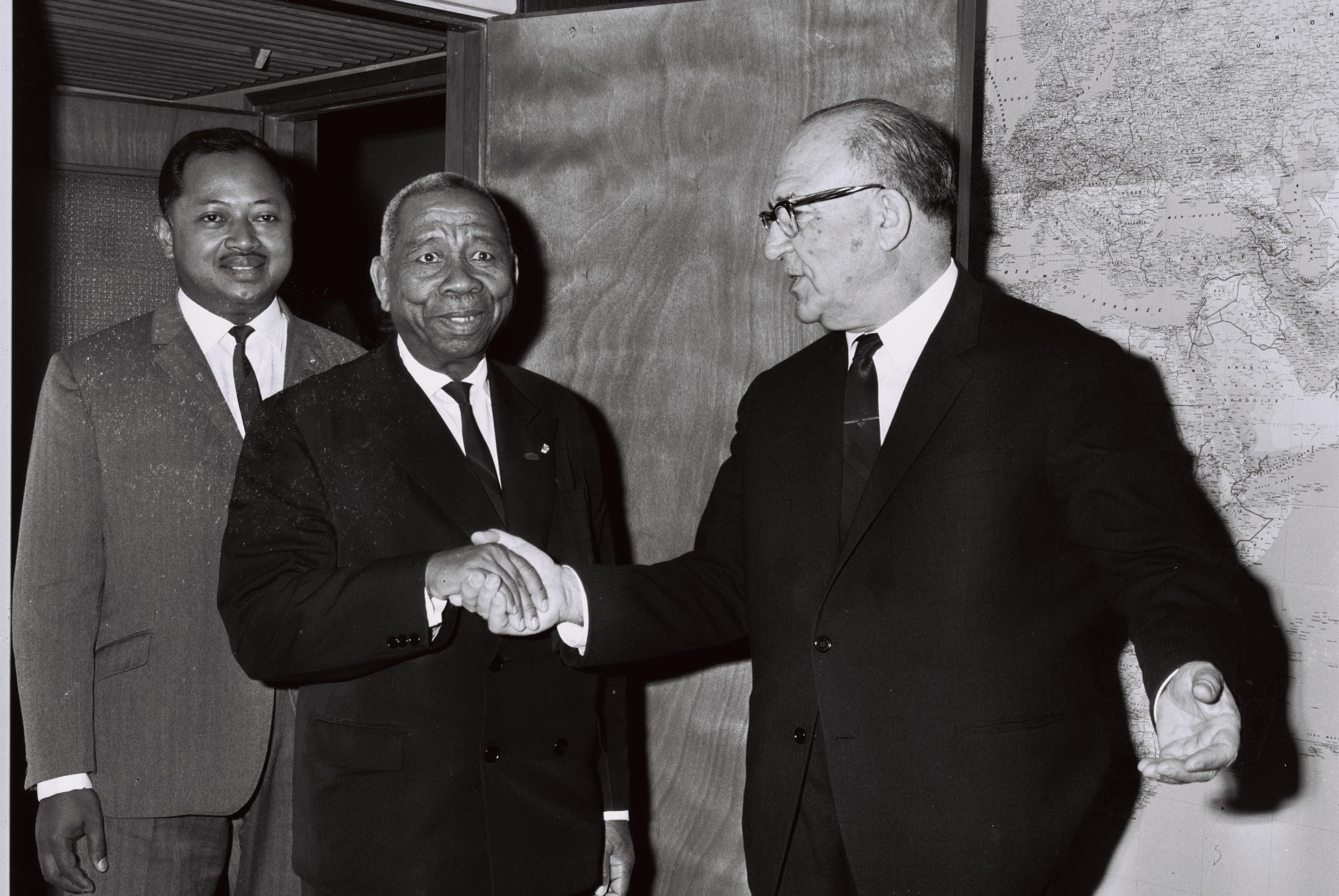
Calvin Tsiebo & Levi Eshkol

Calvin Tsiebo (1902 – ?) was een Malagassisch ex-politicus.
Tsiebo was lid van de Parti Social Démocratique du Madagascar (PSD). In 1970 werd hij vicepresident onder Philibert Tsiranana. Nadat de laatste in 1972 aftrad als president, eindigde ook Tsiebo's politieke carrière.